# Bythocypris
Bythocypris är ett släkte av kräftdjur som beskrevs av Brady 1880. Enligt Catalogue of Life ingår Bythocypris i familjen Bairdiidae, men enligt Dyntaxa är tillhörigheten istället familjen Bythocyprididae.
Kladogram enligt Catalogue of Life och Dyntaxa:
| Bythocypris | \| \| Bythocypris actites \| \| \| \| \| \| Bythocypris affinis \| \| \| \| \| \| Bythocypris bosquetiana \| \| \| \| \| \| Bythocypris obtusata \| \| \| \| |
|             | \| \| Bythocypris actites \| \| \| \| \| \| Bythocypris affinis \| \| \| \| \| \| Bythocypris bosquetiana \| \| \| \| \| \| Bythocypris obtusata \| \| \| \| |
|             | Anchistrocheles |
|             | |
|             | Bairdia |
|             | |
|             | Bairdoppilata |
|             | |
|             | Glyptobairdia |
|             | |
|             | Neonesidae |
|             | |
|             | Neonesidea |
|             | |
|             | Paranesidea |
|             | |
|             | Triebelina |
|             | |
|             | Zabythocypris |
|             | |
|             | Bythocypris actites |
|             | |
|             | Bythocypris affinis |
|             | |
|             | Bythocypris bosquetiana |
|             | |
|             | Bythocypris obtusata |
|             | |

|  | Bythocypris actites     |
|  |                         |
|  | Bythocypris affinis     |
|  |                         |
|  | Bythocypris bosquetiana |
|  |                         |
|  | Bythocypris obtusata    |
|  |                         |